# Adam Cheng
Adam Cheng Siu-chau, más conocido como Adam Cheng (China, 24 de febrero de 1947), es un actor y cantante cantopop hongkonés.

## Carrera
Su carrera artística empezó a partir de la década de los años 1970, trabajó como actor en varias series de televisión, principalmente difundidas por la red TVB. Una de ellas que protagonizó, fue en la serie de "Wuxia", obra producida por Louis Cha y Gu Long. Aparte de debutar como actor y como protagonista principal, en las series televisivas como "The Greed" y "Man and Cold Blood Warm Heart", también hizo su debut como cantante, ya que interpretó también temas musicales para dichas series. Hasta la fecha Cheng sigue trabajando para otras series de televisión con la red TVB, considerado como uno de los actores más famosos, en la que ha mantenido su popularidad desde hace mucho tiempo.

## Vida personal
Cheng tiene cuatro hijas. Su hija mayor llamada, Cheng on-yee, es de su primer matrimonio, que terminó en divorcio. Luego se casó con la actriz Lydia Shum en 1985, después de 14 años de convivencia. Cheng y Shum tuvieron una hija, la actriz y cantante Joyce Cheng. Tras dos años de matrimonio, se divorciaron ocho meses después del nacimiento de su hija. En 1989, se casó con Cheng Jing Koon-wah. Cheng y Koon tienen dos hijas llamadas, Cheng Wing Yan Cheng y Wing-hei.

## Filmografía

### Películas
| Año  | Título                              | Personaje     | Notas      |
| ---- | ----------------------------------- | ------------- | ---------- |
| 1980 | The Sword                           |               |            |
| 1981 | Shaolin and Wu Tang                 | Chao Fung-wu  |            |
| 1981 | Return of the Deadly Blade          |               |            |
| 1982 | Cat vs. Rat                         |               |            |
| 1982 | Fantasy Mission Force               | Amazon leader |            |
| 1983 | Zu Warriors from the Magic Mountain | Ting Yin      |            |
| 1983 | Lone Ninja Warrior                  |               |            |
| 1983 | The Denouncement of Chu Liu Hsiang  | Chu Liuxiang  |            |
| 1984 | Lover and Sword                     |               |            |
| 1984 | General Invincible                  |               |            |
| 1988 | Gunmen                              | Haye          |            |
| 1988 | Profiles of Pleasure                |               |            |
| 1989 | Seven Warriors                      |               |            |
| 1989 | Path of Glory                       |               |            |
| 1993 | Painted Skin                        | Scholar       |            |
| 1993 | Fong Sai-yuk                        | Chan Ka-lok   | guest star |
| 1993 | Fong Sai-yuk II                     | Chan Ka-lok   |            |
| 1994 | Drunken Master III                  | Wong Kei-ying |            |
| 1994 | Shaolin Popey 2: Messy Temple       |               |            |
| 1994 | Shaolin Popeye 2 - Messy Temple     |               |            |
| 2001 | The Dark Tales                      |               |            |
| 2013 | Saving General Yang                 | Yang Ye       |            |

### Televisión
| Año  | Título                                     | Personaje                      | Notas |
| ---- | ------------------------------------------ | ------------------------------ | --- |
| 1975 | God of River Lok                           | Cho Chik                       | |
| 1976 | Chinese Folklore                           |                                | |
| 1976 | The Legend of the Book and the Sword       | Chan Ka-lok / Kin-lung Emperor | |
| 1977 | The Great Vendetta                         |                                | |
| 1977 | The Kingdom And The Beauty                 |                                | |
| 1977 | Luk Siu-fung                               | Yip Koo-sing                   | |
| 1978 | Vanity Fair                                |                                | |
| 1978 | The Heaven Sword and Dragon Saber          | Cheung Mo-kei                  | |
| 1978 | One Sword                                  |                                | |
| 1979 | Chor Lau-heung                             | Chor Lau-heung                 | |
| 1979 | Over The Rainbow                           |                                | |
| 1980 | Five Easy Pieces                           |                                | |
| 1980 | Odd Couple                                 |                                | |
| 1981 | Brothers Four                              |                                | |
| 1981 | In Love and War                            |                                | |
| 1981 | The Hawk                                   |                                | |
| 1981 | The Misadventure of Zoo                    |                                | |
| 1982 | The Switch                                 |                                | |
| 1983 | The Sandwich Man                           |                                | |
| 1985 | Chor Lau-heung                             | Chor Lau-heung                 | |
| 1985 | The Legendary Prime Minister – Zhuge Liang | Chu-kot Leung                  | |
| 1986 | Legendary of Wud                           |                                | |
| 1986 | The Legend of Wong Tai Sin                 |                                | |
| 1987 | Fate Takes a Hand                          |                                | |
| 1988 | Behind Silk Curtains                       |                                | |
| 1988 | Final Verdict                              |                                | |
| 1988 | Challenge of the Imperial Palace           |                                | |
| 1991 | Chronicles of Emperor Qianlong             |                                | |
| 1993 | The Greed of Man                           | Ting Hai                       | |
| 1994 | Instinct                                   | Wong Tin                       | |
| 1994 | Forty Something                            |                                | |
| 1995 | Chor Lau-heung                             | Chu Liuxiang                   | |
| 1995 | Cold Blood Warm Heart                      | Ah Bong                        | |
| 1995 | The Legendary Chin Lung II                 |                                | |
| 1996 | Once Upon a Time in Shanghai               | Yu Chun-hoi                    | |
| 1997 | Legend of YungChing                        | Yongzheng Emperor              | |
| 2004 | Blade Heart                                | Ling Fung / Yu Man-fung        | |
| 2004 | The Conqueror's Story                      | Lau Bong                       | |
| 2005 | The Prince's Shadow                        |                                | |
| 2006 | Bar Bender                                 | Tony Tseung                    | Nominated - TVB Anniversary Award for Best Actor (Top 20) Nominated - TVB Anniversary Award for My Favourite Male Character (Top 20) |
| 2006 | Inside the Forbidden City                  |                                | |
| 2007 | Return in Glory                            |                                | |
| 2008 | The Book and the Sword                     | Qianlong Emperor               | |
| 2009 | The King of Snooker                        | Yau Yat-kiu                    | |
| 2009 | God of Medicine                            |                                | |
| 2012 | Master of Play                             |                                | Nominated - My AOD Favourite Award for Top 15 Character                                                                              |

## Discografía
- 愛人結婚了(1971)
- 紫色的戀情 (1972)
- 莫把愛情玩弄 (1972)
- 煙雨濛濛 (1973)
- 秋哥有錢 (1974)
- 紫釵記 (1975)
- 洛神·同屋共主 (1975)
- 伴侶 (1975)
- 天涯孤客 (1976)
- 寶蓮燈 (1976)
- 留住了歡笑 (1977)
- 江山美人 (1977)
- 歡樂年年 (1977)
- 倚天屠龍記 (1978)
- 陸小鳳 (1978)
- 合唱精選(1978)
- 一劍鎮神州 (1979)
- 心思思-旅美演唱歌曲精選 (1979)
- 楚留香(1979)
- 輪流傳·名劍 (1980)
- 粤語流行曲精選 (1981)
- 流氓皇帝 (1981)
- 烽火飛花 (1981)
- 飛鷹 (1981)
- 富貴榮華 (1982)
- 新蜀山劍俠 (1983)
- 夾心人·火燒圓園 (1983)
- 勁歌 (1984)
- 有求必應 (1986)
- 秋意 (1988)
- 鄭少秋精選 (1992)
- 大時代 (1993)
- 笑看風云 (1995)
- 天大地大 (1995)
- 男人四十一頭家 (1995)
- 天涯孤客 (1997)
- 最佳友情人 (1999)
- 鄭少秋世紀之選 (2001)
- 金禧經典 (2002)
- 歡樂年年(賀年專輯) (2004)
- 楚漢驕雄·血薦軒轅(鄭少秋主題曲集) (2004)
- 家傳戶曉演唱會2005 (2005)